# Cyclitol

Structure chimique du Viscumitol, un cyclitol naturel.

Les cyclitols sont des composés chimiques de type cycloalcane, dont au moins trois atomes de carbone du cycle sont porteurs d'un groupe hydroxyle. Ce sont des polyols cycliques.
Les cyclitols font partie des osmoprotecteurs formés dans les plantes en réponse à un choc osmotique.

## Cyclitols naturels
- acide chlorogénique
- conduritol
- inositol
- acide quinique
- acide shikimique

Le pinnitol est un agent antidiabétique connu, isolé des feuilles du baguenaudier d'Éthiopie (Lessertia frutescens ou anciennement Sutherlandia frutescens),.
Le viscumitol est un éther diméthylique du muco-inositol qui peut être isolé du Gui (Viscum album).
Le pinpollitol est un éther diméthylique du (+)chiro-inositol qui se trouve dans le pin de Monterey (Pinus radiata.
L'ononitol (4-méthoxy-myoinositol) est présent dans la luzerne cultivée (Medicago sativa).
Le bornésitol est présent dans les plantes de la famille des Gentianacées et celles des Ményanthacées.

### Hétérosides
Le cicéritol est un digalactoside du pinitol qui peut être isolé des graines de pois chiche, lentille  et lupin blanc.